# مارکو میلون
مارکو میلون (کرواتی: Marko Milun؛ زادهٔ ۲۸ سپتامبر ۱۹۹۶) بوکسور اهل کرواسی است.